# 米勒狸藻
米勒狸藻（學名：Utricularia muelleri）为狸藻屬多年生的中型食虫植物。其种加词“muelleri”来源于澳大利亚植物学家F·冯米勒（F. von Mueller）。其为澳大利亚及巴布亚新几内亚的特有种。

## 外部連結
- 食虫植物照片搜寻引擎中米勒狸藻的照片 （页面存档备份，存于）

 维基共享资源上的相關多媒體資源：米勒狸藻
 維基物種上的相關：米勒狸藻